# David L. Cornwell
David Lance Cornwell, född 14 juni 1945 i Paoli i Indiana, död 2 november 2012 i Annapolis i Maryland, var en amerikansk politiker (demokrat). Han var ledamot av USA:s representanthus 1977–1979.
Cornwell efterträdde 1977 Philip H. Hayes som kongressledamot och efterträddes 1979 av H. Joel Deckard.